# Euxesta magdalenae
Euxesta magdalenae är en tvåvingeart som beskrevs av Cresson 1924. Euxesta magdalenae ingår i släktet Euxesta och familjen fläckflugor. Inga underarter finns listade i Catalogue of Life.